# Caesalpinia fimbriata
Caesalpinia fimbriata  es una especie de  leguminosa de la familia de las fabáceas.

## Descripción
Es un arbusto que alcanza un tamaño de hasta 2 m de alto, con hojas con 2-7 pares de pinnas y 4-10 pares de  foliolos elípticos obovados de hasta 9 x 6 mm. Las flores en racimos de 4-10 cm,   y legumbres amarillentas, finamente pubescentes de hasta 5 x 2,5 cm.

## Distribución geográfica
Se distribuye por Argentina en  Catamarca a una altitud de 1600 a 3000 metros.

## Taxonomía
Caesalpinia fimbriata fue descrita por Louis René Tulasne y publicado en Archives du Muséum d'Histoire Naturelle 4: 145. 1844.
Etimología
Caesalpinia: nombre genérico que fue otorgado en honor del botánico italiano Andrea Cesalpino (1519-1603).
fimbriata: epíteto latino que significa "con flecos".
Sinonimia
- Caesalpinia bangii Rusby
- Caesalpinia cromantha Burkart[5]